# Station Teluk Mengkudu
Teluk Mengkudu is een spoorwegstation in de Indonesische provincie Noord-Sumatra.

## Bestemmingen
- Lancang Kuning: naar Station Medan en Station Tanjung Balai
- Putri Deli: naar Station Medan en Station Tanjung Balai
- Siantar Ekspres: naar Station Medan en Station Siantar